# Heikki Kallio
Heikki Kallio (ur. 15 października 1980 w Vaasa) – fiński szachista, arcymistrz od 2001 roku.

## Kariera szachowa
Od roku 1994 reprezentował Finlandię w mistrzostwach świata i Europy juniorów. W 1996 zdobył srebrny medal w mistrzostwach kraju juniorów do lat 16. W następnym roku zwyciężył w międzynarodowym turnieju juniorów w Pinnebergu oraz zdobył tytuł mistrza kraju juniorów do lat 18. W 1999 triumfował w cyklicznym turnieju First Saturday w Budapeszcie (FS09 IM-A), podzielił również V miejsce (m.in. z Pawłem Blehmem i Markiem Stryjeckim) w mistrzostwach Europy juniorów do lat 20, rozegranych w Patras. W 2000 podzielił I miejsce w kolejnym turnieju First Saturday (FS10 GM) w Budapeszcie, natomiast w latach 2001 (FS02 GM) i 2002 (FS05 GM) odniósł samodzielne zwycięstwa. W 2001 zajął również I miejsce w kołowym turnieju w Belgradzie. W 2003 zwyciężył (wraz z Walterem Arencibią) w Santa Clarze. W 2005 po raz kolejny odniósł sukces w Budapeszcie, dzieląc I miejsce w edycji FS03 GM.
Dwukrotnie reprezentował Finlandię na szachowych olimpiadach (2000, 2002 - na I szachownicy). Oprócz tego, również dwukrotnie (2001, 2003), wystąpił w narodowym zespole w  drużynowych mistrzostwach Europy.
Najwyższy ranking w karierze osiągnął 1 stycznia 2002 r., z wynikiem 2522 punktów zajmował wówczas pierwsze miejsce wśród fińskich szachistów.

## Inne zainteresowania
Poza szachami, zawodowo gra w pokera, w Texas Hold’em. Zajmuje się również polityką, w roku 2007 kandydował w wyborach parlamentarnych w Finlandii, ale nie uzyskał odpowiedniego poparcia.